# Josep Maria Poblet i Guarro
Josep Maria Poblet i Guarro (Montblanc, Conca de Barberà, 5 de novembre de 1897 - Barcelona, 20 de novembre del 1980) fou un escriptor i polític català. Nascut a Montblanc i establert de ben jove a Barcelona.

## Biografia
Fil de Joan Poblet i Civit i Concepció Guarro i Ribé naturals de Montblanc va néixer el 5 de novembre de 1897.
De ben jove va anar a veure món: va viure a Madrid, França, Cuba, Mèxic i als EUA. De nou a Catalunya, visqué al Paral·lel barceloní, on contactà amb el món cultural del teatre i començà a interessar-se per la política.
En retornar a Montblanc, fundà la Joventut Nacionalista i actuà com a delegat de Nostra Parla (entitat nascuda el 1916 per impulsar la unitat de la llengua catalana). Dedicat ja de ple a l'activitat política, s'afilià al recentment creat partit Esquerra Republicana de Catalunya.
Durant la guerra civil espanyola fou secretari del president del Tribunal de Cassació de Catalunya, gran amic seu i montblanquí com ell, Josep Andreu i Abelló. En acabar el conflicte, el 1939, s'exilià a França, Cuba i, finalment, Mèxic.
El 1948 retornà a Barcelona on treballà al món del teatre. Fou un escriptor prolífic: va escriure biografies, narracions, assaigs i col·laboracions de premsa. Amb el final de la dictadura franquista, torna a la política activa i fou elegit diputat del Parlament de Catalunya per ERC i presidí, per raons d'edat, la constitució d'aquesta assemblea legislativa el 1980.
Morí poc després i deixà com a llegat la seva biblioteca a Montblanc, que el nomenà fill predilecte de la vila i li va dedicar un carrer.

## Treballs publicats

### A l'exili
- Records vells i històries noves (Mèxic, 1941).
- Retorn (Mèxic, 1942). Novel·la.
- De Barcelona a l'Havana passant per Darnius[5] (Mèxic, 1942).
- Terres d'Amèrica (1945) amb pròleg de Josep Carner.
- Tres mesos i un dia a Nova York (Tolosa de Llenguadoc, 1947). Teatre.

### Teatre
- L'altre amor (Barcelona, 1955).
- Un còmic de Barcelona (Barcelona, 1956).
- Paral·lel 1934. Crim en el teatre (Barcelona, 1961). Col·laboració amb Rafael Tasis.

- (inèdit: Estimat Mohamed: dos actes de comèdia, cada un dividit en dos quadres. Col·laboració amb Rosa Maria Arquimbau. Biblioteca de Catalunya, manuscrit 6738, 1980).[6][7]

### Assaigs i estudis
- La Conca de Barberà (1961).
- Les arrels del teatre català (1965).
- Història de l'Esquerra Republicana de Catalunya (1931-1936) (1976).
- Vida i mort de Lluís Companys (1978).
- Els quatre presidents (1979).

### Biografies
- Enric Borràs (1962).
- Joan Capri (1964).
- Frederic Soler, "Pitarra" (1967).
- Prim: militar, diplomàtic, polític, conspirador i home de govern (1975).
- Jaume Carner (1977).
- Memòries d'un rodamón (1976). Autobiografia.
- Josep Anselm Clavé.
- Antoni Gaudí.
- Santiago Rusiñol (1966).
- Josep Carner.
- Marcel·lí Domingo.
- Jaume Aiguader.
- i altres...

## Premis i reconeixements
- 1942 Premi Extraordinari dels Jocs Florals de Mèxic per Retorn.
- 1963 Premi Jaume Serra i Húnter per Vida i obra literària de Santiago Rusiñol.
- Ignasi Iglesias (en tres ocasions).
- 1967 Aedos per Frederic Soler, «Pitarra».
- 1976 Finalista del Premi Joan Estelrich per Història de l'Esquerra Republicana de Catalunya (1931-1936).